# Giáo phận Đà Lạt

Huy hiệu Giám mục Đa Minh Nguyễn Văn Mạnh

Giáo phận Đà Lạt (tiếng Latin: Dioecesis Dalatensis) là một giáo phận Công giáo Rôma tại Việt Nam. Đến năm 2017, giáo phận có diện tích rộng 9.764 km², tương ứng với địa bàn trung tâm tỉnh Lâm Đồng. Số giáo dân Công giáo là 378.269 người trên 1.390.000 người trên địa bàn, chiếm khoảng 27% tổng dân cư trên địa bàn. Giáo phận chia thành 6 giáo hạt với 105 giáo xứ, 22 giáo sở (có linh mục thường trực) và 35 giáo họ, giáo điểm và 297 linh mục, nhiều người trong số họ thuộc các dân tộc thiểu số. Thành phần chính của giáo phận là dân tộc Kinh (241.629 giáo dân), bên cạnh đó thì còn hai sắc tộc khác là K'Ho và Churu.
Hiện nay, cai quản giáo phận là giám mục Đa Minh Nguyễn Văn Mạnh (từ 2019).

## Lịch sử
Giáo phận Đà Lạt sơ khởi được hình thành từ một giáo điểm truyền giáo do Giám mục Lucien Mossard Mão, Đại diện tông tòa Giáo phận Tây Đàng Trong thành lập vào năm 1918. Năm 1920 giáo điểm được Giám mục Victor Quinton nâng lên thành giáo xứ Nicola (còn gọi là giáo xứ Đà Lạt), lúc đó giáo dân chỉ khoảng 200 người. Đến năm 1927, Giáo xứ Djiring được thành lập, do Linh mục Jean Cassaigne (tên Việt: Sanh) kiêm giám quản chung với Giáo xứ Đà Lạt. Trong đợt di dân giai đoạn 1954 - 1955, số giáo dân tăng lên nhiều, trong đó nhiều người công giáo từ miền Trung và miền Bắc đến lập nghiệp.
Giáo phận được thành lập do sắc chỉ của Giáo hoàng Gioan XXIII ngày 27 tháng 11 năm 1960, gồm ba tỉnh Tuyên Đức, Lâm Đồng, Phước Long (tách từ Giáo phận Sài Gòn), và tỉnh Quảng Đức (tách từ Giáo phận Kontum). Giáo phận mới được trao cho Giám mục Simon Hòa Nguyễn Văn Hiền, với 81 linh mục triều và dòng coi sóc 77.324 giáo dân trên tổng số 254.669 người.
Ngày 22 tháng 6 năm 1967, hai tỉnh Phước Long và Quảng Đức được sáp nhập vào giáo phận Ban Mê Thuột. Sau năm 1975, hai tỉnh Tuyên Đức và Lâm Đồng được gộp lại với tên gọi là Lâm Đồng. Giáo phận Đà Lạt ngày nay nằm gọn trong tỉnh này.
Địa giới giáo phận: phía bắc và phía tây giáp giáo phận Ban Mê Thuột, phía nam giáp giáo phận Xuân Lộc và giáo phận Phan Thiết, phía đông giáp giáo phận Nha Trang.

## Các giáo xứ trực thuộc

### Giáo hạt Bảo Lộc
Giáo hạt Bảo Lộc gồm 33 giáo xứ nằm trên địa bàn các xã, phường phía tây tỉnh Lâm Đồng, xếp theo ABC:
1. Giáo xứ Bảo Lộc - 715 Trần Phú, phường Blao
2. Giáo xứ Chân Lộc - 72 Nguyễn Văn Trỗi, phường 2 Bảo Lộc
3. Giáo xứ Đại Lộc - Xã Bảo Lâm 3
4. Giáo xứ Đức Thanh - Xã Bảo Lâm 2
5. Giáo xứ Đa Minh - Phường 3 Bảo Lộc
6. Giáo xứ Gioan - 996 Nguyễn Văn Cừ, phường 1 Bảo Lộc
7. Giáo xứ Hiệp Phát - Xã Bảo Lâm 1
8. Giáo xứ Hòa Phát - 57 Nguyễn Đình Chiểu, phường 1 Bảo Lộc
9. Giáo xứ Ki Tô - 745 Nguyễn Văn Cừ, phường 1 Bảo Lộc
10. Giáo xứ La Vang - Phường 2 Bảo Lộc
11. Giáo xứ Lâm Phát - Xã Bảo Lâm 1
12. Giáo xứ Lê Bảo Tịnh - Phường 3 Bảo Lộc
13. Giáo xứ Lộc Đức - Xã Bảo Lâm 2
14. Giáo xứ Mẹ Thiên Chúa - Phường 3 Bảo Lộc
15. Giáo xứ Minh Rồng - Xã Bảo Lâm 1
16. Giáo xứ Nam Phương - Phường Blao
17. Giáo xứ Phúc Lộc - Phường Blao
18. Giáo xứ Quảng Lâm - Xã Bảo Lâm 1
19. Giáo xứ Suối Mơ - Phường 3 Bảo Lộc
20. Giáo xứ Tân Bình - Phường 1 Bảo Lộc
21. Giáo xứ Tân Bùi - Phường 3 Bảo Lộc
22. Giáo xứ Tân Hà - Phường 3 Bảo Lộc
23. Giáo xứ Tân Hóa - Phường Blao
24. Giáo xứ Tân Lạc - Xã Bảo Lâm 2
25. Giáo xứ Tân Rai - Xã Bảo Lâm 1
26. Giáo xứ Tân Thanh - Phường 1 Bảo Lộc
27. Giáo xứ Thánh Mẫu - 571 Nguyễn Văn Cừ, phường 1 Bảo Lộc
28. Giáo xứ Thánh Tâm Lộc Phát - 36 Trần Nguyên Hãn, phường 1 Bảo Lộc
29. Giáo xứ Thánh Tâm Lộc Tiến - Phường 3 Bảo Lộc
30. Giáo xứ Thanh Xá - 276 Lộc Nga, phường Blao
31. Giáo xứ Thanh Xuân - Phường 1 Bảo Lộc
32. Giáo xứ Thiện Lộc - 193 Chu Văn An, phường 2 Bảo Lộc
33. Giáo xứ Thượng Thanh - 71 Lê Lợi, phường 1 Bảo Lộc

### Giáo hạt Đơn Dương
Giáo hạt Đơn Dương gồm 13 giáo xứ nằm trên địa bàn các xã phía đông tỉnh Lâm Đồng, xếp theo ABC:
1. Giáo xứ Châu Sơn - Xã Dran
2. Giáo xứ Diom - Xã Dran
3. Giáo xứ K'đơn - Xã Quảng Lập
4. Giáo xứ Lạc Hòa - Xã Ka Đô
5. Giáo xứ Lạc Lâm - Xã Ka Đô
6. Giáo xứ Lạc Nghiệp - Xã Dran
7. Giáo xứ Lạc Sơn - Xã Ka Đô
8. Giáo xứ Lạc Viên - Xã Dran
9. Giáo xứ Păng Tiêng - Phường Lang Biang - Đà Lạt
10. Giáo xứ Pró - Xã Quảng Lập
11. Giáo xứ Suối Thông - Xã Đơn Dương
12. Giáo xứ Thạnh Mỹ - Xã Đơn Dương
13. Giáo xứ Tu Tra - Xã Đơn Dương

### Giáo hạt Đà Lạt
Giáo hạt Đà Lạt gồm 20 giáo xứ nằm trên địa bàn các phường phía đông tỉnh Lâm Đồng, xếp theo ABC:
1. Giáo xứ An Bình - 69 An Bình, phường Xuân Hương - Đà Lạt
2. Giáo xứ Bạch Đằng - 2B Bạch Đằng, phường Lang Biang - Đà Lạt
3. Giáo xứ Cầu Đất - Phường Xuân Trường - Đà Lạt
4. Giáo xứ Chi Lăng - 34 Ngô Văn Sở, phường Lâm Viên - Đà Lạt
5. Giáo xứ Chính Tòa - 15 Trần Phú, phường Xuân Hương - Đà Lạt
6. Giáo xứ Đa Thiện - 230B Ngô Tất Tố, phường Lâm Viên - Đà Lạt
7. Giáo xứ Du Sinh - 12B Huyền Trân, phường Cam Ly - Đà Lạt
8. Giáo xứ Hà Đông - Phường Lâm Viên - Đà Lạt
9. Giáo xứ Lang Biang - Phường Lang Biang - Đà Lạt
10. Giáo xứ Mai Anh - 1 Ngô Quyền, phường Cam Ly - Đà Lạt
11. Giáo xứ Minh Giáo - 111 Ngô Thì Nhậm, phường Xuân Hương - Đà Lạt
12. Giáo xứ Phát Chi - Phường Xuân Trường - Đà Lạt
13. Giáo xứ Tà Nung - Phường Cam Ly - Đà Lạt
14. Giáo xứ Tạo Tác - 3A Nguyễn Đình Chiểu, phường Lâm Viên - Đà Lạt
15. Giáo xứ Thánh Mẫu - Phường Lang Biang - Đà Lạt
16. Giáo xứ Thiện Lãm - Phường Lâm Viên - Đà Lạt
17. Giáo xứ Tùng Lâm - Phường Lang Biang - Đà Lạt
18. Giáo xứ Vạn Thành - Phường Cam Ly - Đà Lạt
19. Giáo xứ Vinh Sơn - Phường Cam Ly - Đà Lạt

### Giáo hạt Đạ Tông
Giáo hạt Đạ Tông gồm 3 giáo xứ nằm trên địa bàn các xã trung tâm tỉnh Lâm Đồng, xếp theo ABC:
1. Giáo xứ Đạ Knàng - Xã Đam Rông 1
2. Giáo xứ Đạ Tông - Xã Đam Rông 4
3. Giáo xứ Phi Liêng - Xã Đam Rông 1

### Giáo hạt Di Linh
Giáo hạt Di Linh gồm 13 giáo xứ nằm trên địa bàn các xã trung tâm tỉnh Lâm Đồng, xếp theo ABC:
1. Giáo xứ Di Linh - Xã Di Linh
2. Giáo xứ Đinh Trang Hòa - Xã Hòa Ninh
3. Giáo xứ Hàng Hải - Xã Di Linh
4. Giáo xứ Hòa Nam - Xã Hòa Bắc
5. Giáo xứ Hòa Ninh - Xã Hòa Ninh
6. Giáo xứ Ka La - Xã Bảo Thuận
7. Giáo xứ Liăng Dăm - Xã Di Linh
8. Giáo xứ Phú Hiệp - Xã Gia Hiệp
9. Giáo xứ Sơn Điền - Xã Sơn Điền
10. Giáo xứ Tam Bố - Xã Gia Hiệp
11. Giáo xứ Tân Lâm - Xã Đinh Trang Thượng
12. Giáo xứ Tân Nghĩa - Xã Bảo Thuận
13. Giáo xứ Tân Phú - Xã Bảo Thuận

### Giáo hạt Đức Trọng
Giáo hạt Đức Trọng gồm 16 giáo xứ nằm trên địa bàn các xã trung tâm tỉnh Lâm Đồng, xếp theo ABC:
1. Giáo xứ An Hòa - 1/7 An Ninh, xã Hiệp Thạnh
2. Giáo xứ Bắc Hội - Xã Hiệp Thạnh
3. Giáo xứ Đà Loan - Xã Tà Hine
4. Giáo xứ Đinh Văn - Xã Đinh Văn Lâm Hà
5. Giáo xứ Gân Reo - Xã Hiệp Thạnh
6. Giáo xứ K'long - Xã Hiệp Thạnh
7. Giáo xứ Kim Phát - Xã Đinh Văn Lâm Hà
8. Giáo xứ Lán Tranh - Xã Tân Hà Lâm Hà
9. Giáo xứ Liên Khương - Xã Đức Trọng
10. Giáo xứ Nam Ban - Xã Nam Ban Lâm Hà
11. Giáo xứ Nghĩa Lâm - Xã Hiệp Thạnh
12. Giáo xứ Ninh Loan - Xã Tà Hine
13. Giáo xứ Phú Sơn - Xã Phú Sơn Lâm Hà
14. Giáo xứ Tân Thành - Xã Tân Hội
15. Giáo xứ Thanh Bình - 224A Thanh Bình 1, xã Đinh Văn Lâm Hà
16. Giáo xứ Tùng Nghĩa - Xã Đức Trọng

### Giáo hạt Ma Đa Guôi
Giáo hạt Ma Đa Guôi gồm 7 giáo xứ nằm trên địa bàn các xã phía tây tỉnh Lâm Đồng, xếp theo ABC:
1. Giáo xứ Cát Tiên - Xã Cát Tiên
2. Giáo xứ Đạ Mri - Xã Đạ Huoai 2
3. Giáo xứ Đạ Nhar - Xã Đạ Tẻh 3
4. Giáo xứ Đạ Tẻh - Xã Đạ Tẻh
5. Giáo xứ Đồng Nai Thượng - Xã Cát Tiên 3
6. Giáo xứ Ma Đa Guôi - Xã Đạ Huoai
7. Giáo xứ Thánh Phaolo - Xã Đạ Huoai 2
8. Giáo xứ Đạ Nha - Xã Đạ Tẻh 3

## Các danh địa giáo phận

### Nhà thờ chính tòa và Tòa Giám mục
Tòa giám mục giáo phận được đặt tại thành phố Đà Lạt, Lâm Đồng .

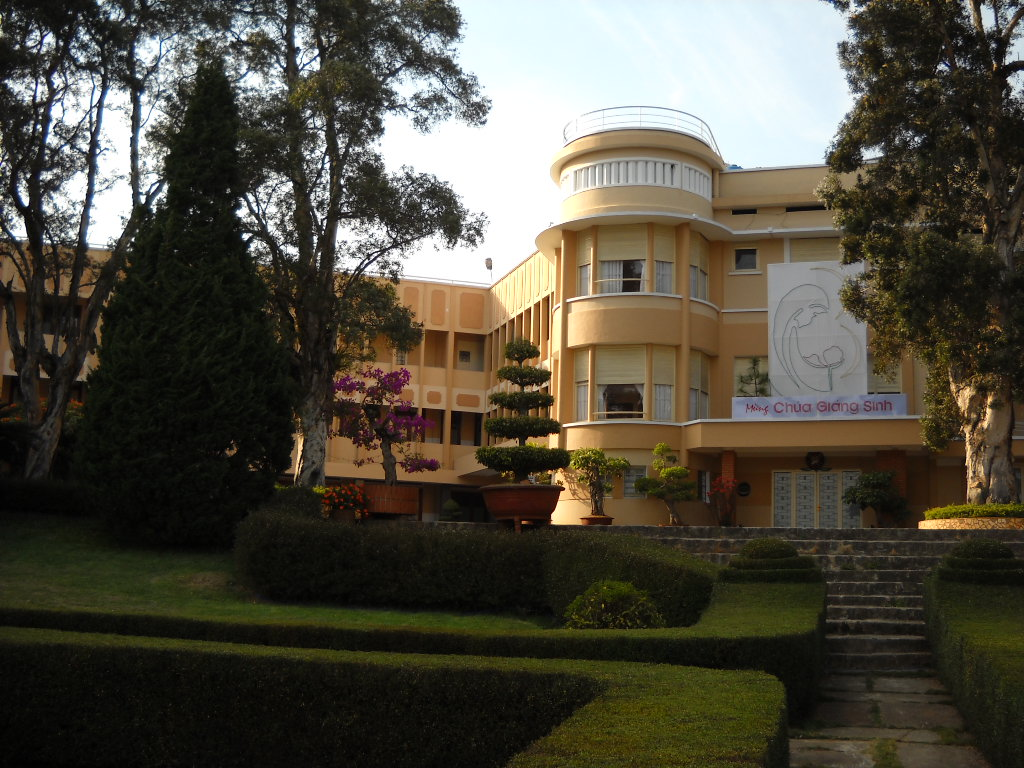
Tòa Giám mục Đà Lạt

## Các đời giám mục quản nhiệm
| STT | Tên                       | Thời gian quản nhiệm | Ghi chú                                       |
| --- | ------------------------- | -------------------- | --------------------------------------------- |
| 1 † | Simon Hòa Nguyễn Văn Hiền | 1960-1973            |                                               |
| *   | Trống tòa                 | 1973-1975            | Lm. Phaolô Nguyễn Văn Đậu, Giám quản Tông Tòa |
| 2 † | Bartôlômêô Nguyễn Sơn Lâm | 1975-1994            |                                               |
| 3   | Phêrô Nguyễn Văn Nhơn     | 1991-1994 1994-2010  | Giám mục phó Giám mục chính tòa               |
| *   | Trống tòa                 | 2010-2011            | Lm. Phaolô Lê Đức Huân, Giám quản giáo phận   |
| 4   | Antôn Vũ Huy Chương       | 2011-2019            |                                               |
| 5   | Đa Minh Nguyễn Văn Mạnh   | 2017-2019 2019-nay   | Giám mục phó Giám mục chính tòa               |

Ghi chú:
- : Giám mục chính tòa
- : Giám mục phó, phụ tá hoặc Giám quản tông tòa, Đại diện tông tòa